# Оброніно
Обро́ніно (рос. Обронино, марій. Йогыролык) — присілок у складі Сернурського району Марій Ел, Росія. Входить до складу Дубниківського сільського поселення.

## Населення
Населення — 4 особи (2010; 1 у 2002).
Національний склад (станом на 2002 рік):
- росіяни — 100 %